# Xya donskoffi
Xya donskoffi är en insektsart som först beskrevs av Carl Otto Harz 1971.  Xya donskoffi ingår i släktet Xya och familjen Tridactylidae. Inga underarter finns listade i Catalogue of Life.